# Hjalmar Sterns parks naturreservat
Hjalmar Sterns parks naturreservat är ett kommunalt naturreservat i Sölvesborgs kommun i Blekinge län.
Reservatet är skyddat sedan 2023 och omfattar 4 hektar. Reservatet ligger strax öster om Valje och består av en ädellövskog.